# Elimia ampla
Elimia ampla är en snäckart som först beskrevs av Anthony 1854.  Elimia ampla ingår i släktet Elimia och familjen Pleuroceridae. IUCN kategoriserar arten globalt som akut hotad. Inga underarter finns listade i Catalogue of Life.